# チュヴァシ自治州
チュヴァシ自治州(ロシア語: Чувашская автономная область、チュヴァシ語: Чăваш автономи облаçĕ)はソビエト連邦構成国ロシア・ソビエト連邦社会主義共和国内の自治州。1920年6月24日に設置された。現在のチュヴァシ共和国の位置に相当する。
初期のソビエトの方針であった、少数民族に対して自治権を与えるコレニザーツィヤ政策の一環として建国された。1925年4月21日にはチュヴァシ自治ソビエト社会主義共和国に昇格し、より大きな権限を持つようになった。